# Device (banda)
Device é uma banda americana de metal industrial formada por David Draiman, líder do grupo de New Metal, Disturbed. Draiman convidou Geno Leonardo, ex-guitarrista da banda Filter, e juntos eles começaram a trabalhar em um novo material em junho de 2012. O primeiro álbum de estúdio da banda possui data de lançamento marcada para abril de 2013.

## História
Após a banda Disturbed entrar em hiato no final de 2011, o vocalista David Draiman anunciou um novo projeto paralelo intitulado Device, em maio de 2012. Ele revelou que estava trabalhando com Geno Leonardo, ex-guitarrista da banda Filter, que colaborou nos álbuns Title of Record e The Amalgamut. Draiman disse que gostaria de algo com um som mais eletrônico, porém com uma forma de metal industrial, soando semelhante ao Nine Inch Nails ou Ministry, sem o dubstep.
A banda entrou em estúdio no início de junho de 2012, e no sexto dia deste mês, já havia terminado os vocais de cinco canções: "You Think You Know", "Recover", "Hunted", "Vilify" e "War of Lies".
Em janeiro de 2013, Draiman confirmou as datas de lançamento exatas para o álbum auto-intitulado e primeiro single. Ele afirmou que o álbum seria lançado em 9 de abril de 2013 e a canção "Vilify" iria estrear nas rádios em 19 de fevereiro, com um vídeo musical logo em seguida. Ele também confirmou que o álbum possuiria diversas participações, como: Geezer Butler (Black Sabbath), Glenn Hughes (Deep Purple, Black Sabbath, Black Country Communion), M. Shadows (Avenged Sevenfold), Serj Tankian (System of a Down), Tom Morello (Rage Against the Machine) e Lzzy Hale (Halestorm). Draiman confirmou que a faixa com Hale seria um cover de Lita Ford, a canção "Close My Eyes Forever".
Para participar da turnê, foram convidados o baterista Will Hunt e o guitarrista Virus, porém não inclui Leonardo. O primeiro concerto ao vivo da banda está confiramdo para ser realizado em 13 de abril em Orlando, Flórida, juntamente com outras bandas como Stone Sour, Papa Roach e The Offspring.

## Integrantes
- David Draiman – vocais (2012–atualmente)
- Virus – guitarra (2012–atualmente)
- Will Hunt – bateria (2012–atualmente)

## Discografia
- Device (2013)